# Xã Algansee, Michigan
Xã Algansee (tiếng Anh: Algansee Township) là một xã thuộc quận Branch, tiểu bang Michigan, Hoa Kỳ. Năm 2010, dân số của xã này là 1.974 người.